# Petra Nadolny

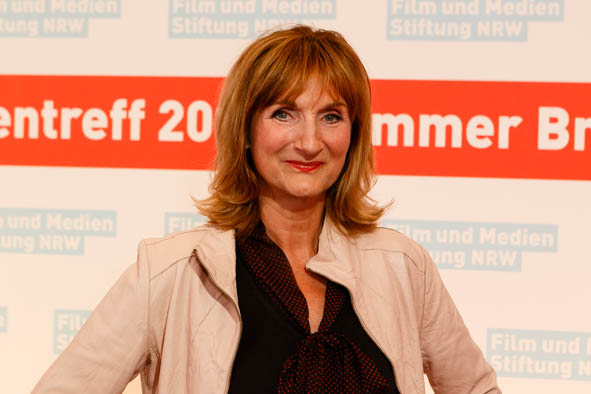
Petra Nadolny (2018)

Petra Nadolny (* 11. Januar 1960 in Jarmen) ist eine deutsche Schauspielerin, Comedy-Darstellerin und Autorin.

## Leben
Petra Nadolny wuchs in Wilhelminenthal auf. Ihre Mutter Gisela leitete den örtlichen Konsum, ihr Vater Gerhard war Filmvorführer. 1976 absolvierte sie ein Redaktionsvolontariat bei der Zeitung Freie Erde, dem heutigen Nordkurier, in Neubrandenburg. Ab September 1979 studierte sie Journalistik an der Karl-Marx-Universität in Leipzig. Nach dem Abschluss, ab 1983, arbeitete Nadolny in Leipzig als Redakteurin beim Börsenblatt für den Deutschen Buchhandel und wegen eines Berufsverbotes ab 1985 als Schauspielerin in einer freien Theatergruppe. Nach der Ausreise aus der DDR im Jahr 1988 nach Nordrhein-Westfalen gründete sie dort die freien Theatergruppen „Theater 1+1“ sowie „EWG Böttcher“ und „Brut de luxe“.
1997 startete ihre Fernseh-Comedy-Karriere mit der ProSieben-Serie Switch. Seitdem war sie in mehreren TV-Serien wie Die Camper (RTL), Die Wachmänner (Sat.1) und Die Lottokönige (WDR) in durchlaufenden Rollen zu sehen.
1998 war Nadolny als beste Comedienne für die Goldene Kamera und 1999 mit dem Switch-Ensemble für die Rose d’Or nominiert. Von 2007 bis 2013 stand sie in Switch reloaded, der Neuauflage von Switch, u. a. als Parodistin von Elke Heidenreich, Ursula von der Leyen, Nina Hagen und Sibylle Weischenberg vor der Kamera. Als Mitglied des Switch-Reloaded-Ensembles wurde sie mit dem Deutschen Fernsehpreis, mit dem Grimme-Preis, mit der Romy und zweimal mit dem Deutschen Comedypreis ausgezeichnet.
Im Kino war Nadolny unter anderem in den Filmen Sascha, Eine Insel namens Udo und dem Jugendfilm Rock It! zu sehen. Der Deutsche Depeschendienst (ddp) beschrieb Nadolnys Spiel der strengen und liebenswürdig schrägen Direktorin in Rock it! als „genial getroffen“.
In der achtteiligen RTL-Sitcom Nicht tot zu kriegen (2016) spielt sie neben Jochen Busse und Caroline Frier eine Hauptrolle als russisch-stämmige Haushälterin Irina Popova, die um Anerkennung der Vaterschaft ihres Sohnes und um ihren Platz in der Villa, Schauplatz der acht Episoden, kämpft.
Petra Nadolny gehört zur Hauptbesetzung der Sat.1-Serie Die Läusemutter (2019). Sie verkörpert die Elternbeiratsvorsitzende Doris, die verzweifelt nach Liebe und Anerkennung sucht, aber immer wieder an sich und ihrer Umgebung scheitert. Seit 2018 hat Nadolny in der KiKA-Serie Ein Fall für die Erdmännchen an der Seite von Michael Kessler eine wiederkehrende Rolle als Schwester des Kommissars.
Beim satirischen Jahresrückblick 2019 extra 3 Night Live (NDR), präsentiert von der Tagesschau-Sprecherin Linda Zervakis und begleitet von der Hip-Hop-Band Fettes Brot, gehörte Petra Nadolny zu den fünf Darstellern, die die Szenen in Anlehnung an die US-amerikanische Sendung Saturday Night Live live spielten. Im Jahr darauf übernahm sie daraufhin in der Satiresendung Extra 3 – Der Irrsinn der Woche mit Christian Ehring (ARD/NDR) sechs verschiedene Gastrollen, vom personifizierten Coronavirus bis zur Miss Europa.
2020 wurde der Film Masel Tov Cocktail von Arkaij Khaet (Drehbuch und Regie), in dem Petra Nadolny als gutmeinende Lehrerin die Probleme des jungen Juden Dima (Alexander Wertmann) weiter zuspitzt, erstmals beim Filmfest Max Ophüls gezeigt. Er wurde unter anderem in der ARD ausgestrahlt.
Für das Dokudrama Eher fliegen hier UFOs – ein Langzeitfilmprojekt von 2018 bis 2022, das die Umsiedlung und den Heimatverlust im niederrheinischen Braunkohlerevier Garzweiler in den Originalschauplätzen thematisiert – arbeitete sie mit Autor und Regisseur Ingo Haeb und Co-Regisseurin Gina Wenzel zusammen. Sie verkörpert die Bäckersfrau Irene Baumanns, die sich in diesen für die Familie so schweren Zeiten um den Zusammenhalt müht.
Petra Nadolny lebt in Köln und Berlin. Sie ist Autorin der beiden autobiografischen Bücher Alles Neiße, Oder? Meine Geschichten aus dem Osten und Heimat to go. Von der Kunst, sich immer zu Hause zu fühlen.
Im Dezember 2014 und Januar 2015 führte sie mit der Autorin Anne Weiss den Blog Shiva Colonia über ihre gemeinsame Reise durch Südindien.

## Auszeichnungen

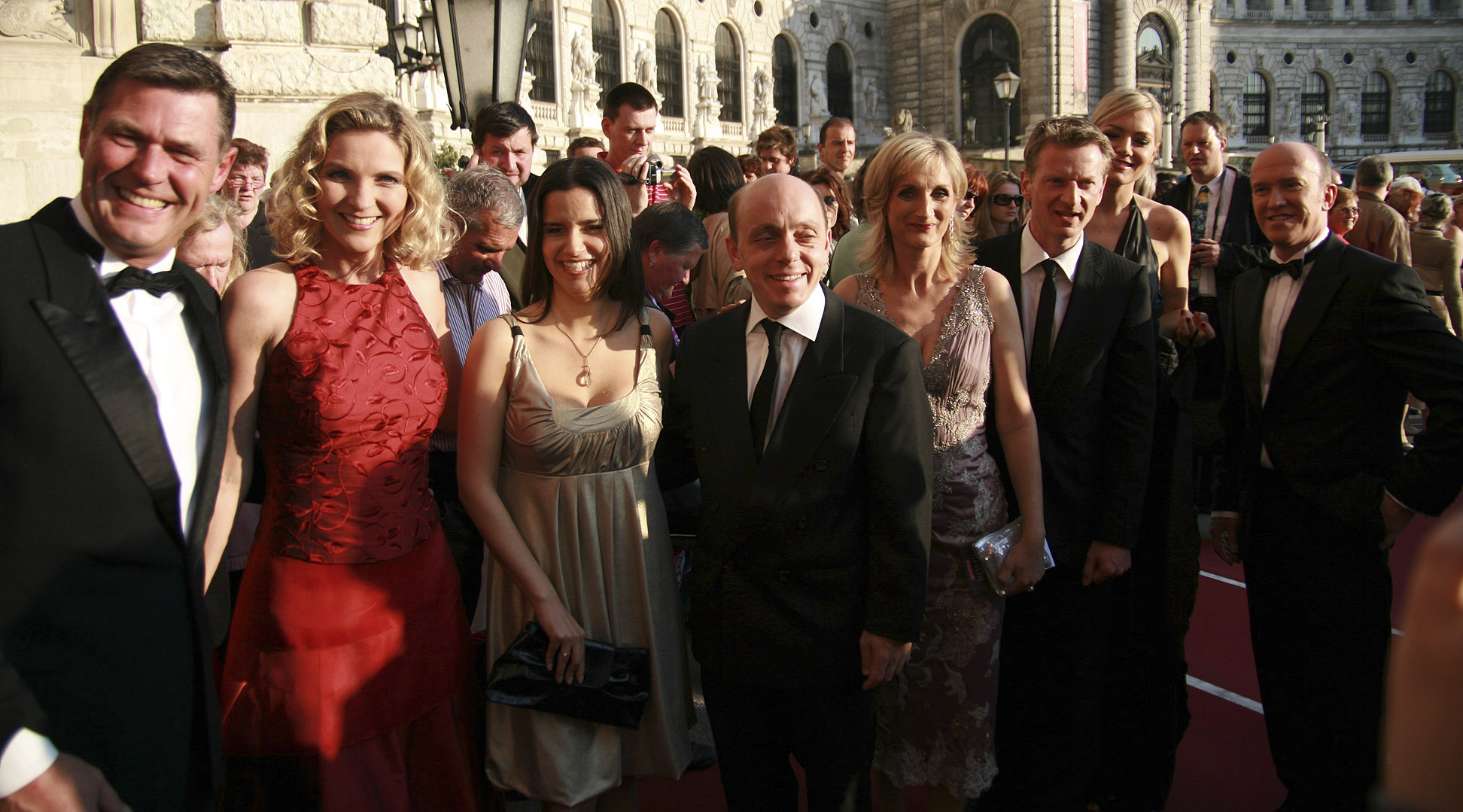
Petra Nadolny mit dem Team von Switch Reloaded (2009) bei der Gala zur Verleihung des Fernsehpreises Romy in der Hofburg in Wien

- 1991: Auszeichnung mit dem Theater 1+1 als „Theater des Monats“ vom Kulturbüro Nordrhein-Westfalen
- 2007: Deutscher Comedypreis als Ensemblemitglied von Switch reloaded (Beste Sketch-Show)
- 2008: Deutscher Fernsehpreis als Ensemblemitglied von Switch reloaded (Beste Comedy)
- 2008: Deutscher Comedypreis als Ensemblemitglied von Switch reloaded (Beste Sketchcomedy)
- 2009: Romy als Ensemblemitglied von Switch Reloaded (Spezialpreis der Jury)
- 2011: Radio Regenbogen Award als Ensemblemitglied von Switch reloaded (Beste Comedy)
- 2011: Comedy Award, als Ensemblemitglied von Switch reloaded (Video Champion 2011)
- 2013: Grimme-Preis als Ensemblemitglied von Switch reloaded (Kategorie Unterhaltung)

## Filmografie

### Fernsehen
- 1997–2000: Switch – TV gnadenlos parodiert
- 2000: Höllische Nachbarn – Chaos im Hotel
- 2001: Die Sitte
- 2001: Nesthocker – Familie zu verschenken
- 2002–2005: Die Camper
- 2003: Die Wachmänner
- 2005: Die Anrheiner
- 2007–2013: Switch reloaded
- 2007: Alles außer Sex
- 2008: 4 Singles
- 2008: Post Mortem – Beweise sind unsterblich
- 2010: Der Landarzt
- 2011: Danni Lowinski
- 2012: SOKO Stuttgart
- 2012–2013: Die Lottokönige (Fernsehserie, 7 Folgen)
- 2013: Mordshunger
- 2014: Ein Fall für die Anrheiner
- 2014: SOKO Köln
- 2014: Heldt
- seit 2014: Unter uns (unregelmäßige Auftritte)
- 2015: 3. Stock links – Die Kabarett-WG
- 2016: Nicht tot zu kriegen (8 Folgen)
- 2016: SOKO Stuttgart – Wechselschritt
- 2017: Friesland – Der blaue Jan
- 2018: Rentnercops – Ein Kind verschwindet
- 2018–2023: Ein Fall für die Erdmännchen (verschiedene Folgen)
- 2018–2019: Die Läusemutter (Fernsehserie, 20 Folgen)
- 2019: Extra 3 Night Live, NDR
- 2019–2022: Für irgendwas wird es schon gut sein, Langzeitfilmprojekt WDR/ARD
- 2020: Extra 3 (6 Folgen), NDR
- 2020: Schwester, Schwester – Transgender, RTL
- 2021: Inventing Anna (Netflix-Serie, Folge 8: Zu reich für ihre Herkunft)
- 2021: Spitting Image: The Krauts' Edition, Sky
- 2021: Beni und die schwarze Pfote, Disney Channel
- 2022: Der Staatsanwalt – Wein und Moral, ZDF
- 2023: Eher fliegen hier UFOs, ARD
- 2023: Gong! Mein spektrakuläres Leben, 6 Folgen, KiKa
- 2024: Kroymann (Satiresendung, Ist die noch gut?)

### Kino
- 2010: Sascha
- 2010: Rock It!
- 2011: Eine Insel namens Udo
- 2015: Bruder vor Luder
- 2016: Radio Heimat
- 2018: Kahlschlag
- 2019: Benjamin Blümchen
- 2019: Zu weit weg
- 2020: Masel Tov Cocktail

## Bibliografie

### Als Autorin
- Alles Neiße, Oder? Meine Geschichten aus dem Osten. Lübbe, Köln 2011, ISBN 978-3-7857-6054-3.
- Leider ließ er mir zu wenig Zeit. In: Josef Seitz (Hrsg.): Mein Vater und ich. Kösel-Verlag, 2012, ISBN 978-3-466-30968-9.
- Entenbrust à l' Orange. In: Thomas Lardon (Hrsg.): Das Comedy Kochbuch. Bastei Lübbe, 2012, ISBN 978-3-7857-2451-4.
- Heimat to go. Von der Kunst, sich immer zu Hause zu fühlen. Bastei Lübbe, 2014, ISBN 978-3-404-60777-8.